# From the Bottom of My Broken Heart
"From the Bottom of My Broken Heart" je peti i zadnji singl (četvrti u SAD-u i Australiji), američke pjevačice Britney Spears s njezinog prvog studijskog albuma ...Baby One More Time. Koji je bio objavljen u prvoj četvrtini 2000. godine.
Pjesmu je napisao i producirao Eric Foster White. U toj melankoličnoj ljubavnoj baladi, Spears se podsjeća svoje prve ljubavi i želi da nikad nije završila, pokazala je prave emocije; "from the bottom of my broken heart (iz dna mojeg slomljenog srca)." Pjesma se nije našla na greatest hits albumu, Greatest Hits: My Prerogative zbog nepoznatih razloga. To je isto prva pjesma koju je snimila za album, snimala ju je tijekom kolovoza 1997. godine u New Jerseyu s Eric Whiteom, to joj je isto najduža pjesma, traje pet minuta i tri sekunde.

## Popis pjesama
Australski CD single
1. "From the Bottom of My Broken Heart" [radijska verzija] — 4:34
2. "(You Drive Me) Crazy" [Jazzy Jim's Hip-Hop Mix] — 3:40
3. "Thinkin' About You" — 3:35
4. "Sometimes" [Answering Machine Message] — 0:25

Američki CD singl
1. "From the Bottom of My Broken Heart" [radijska verzija] — 4:34
2. "(You Drive Me) Crazy" [Jazzy Jim's Hip-Hop Mix] — 3:40
3. Enhanced With Clips From The "Born to Make You Happy" & "From the Bottom of My Broken Heart" Videos

Američki promotivni CD singl
1. "From the Bottom of My Broken Heart" [radijska verzija] — 4:34

Američki promotivni 12" Vinyl
- A strana:

1. "From the Bottom of My Broken Heart" [Ospina's Millennium Funk Mix] — 3:31
2. "From the bottom of my broken heart" [Hex Hector Club Mix] — 4:51

- B strana:

1. "From the Bottom of My Broken Heart" [Ospina's Millennium Funk Mix Instrumental] — 3:31
2. "From the Bottom of My Broken Heart" [radijska verzija] — 4:34

## Povijest izlaska
| Država     | Datum              |
| ---------- | ------------------ |
| SAD        | 1. veljače, 2000.  |
| Australija | 22. veljače, 2000. |

## Ljestvice
| Ljestvica (2000.)     | Najviša pozicija |
| --------------------- | ---------------- |
| Australija            | 37               |
| Novi Zeland           | 23               |
| UK                    | 178              |
| SAD Billboard Hot 100 | 14               |